# Planificació familiar natural
La planificació familiar natural es basa a abstenir-se de tenir relacions sexuals reproductius (coit vaginal) durant el període fèrtil del cicle menstrual per evitar l'embaràs, així es parla de mètodes d'abstinència periòdica o mètodes anticonceptius naturals. Estan pensats per a parelles estables.

## Mètode Ogino-Knaus, de ritme o de calendari
Consisteix a comptar els dies del cicle menstrual de la dona per evitar que es produeixi un embaràs. Primer s'estableix la periodicitat de la menstruació, és a dir, el temps que hi ha entre una menstruació i una altra. Té major efectivitat quan es tenen períodes regulars. Per trobar la quantitat de dies en la fase infèrtil pre-ovulatòria, es resta 19 al nombre de dies del cicle més curt. Per trobar l'inici de la fase infèrtil post-ovulatòria es resta 10 al nombre de dies del cicle més llarg. Per exemple, per a una dona que tingui el cicle menstrual entre 29 i 35 dies, s'estima que és infèrtil els primers 10 dies del seu cicle (29 - 19 = 10), és fèrtil entre els dies 11 i 24, i torna a ser infèrtil el dia 25 (35 - 10 = 25).
Té un nivell d'error anual del 25%, però si s'usa correctament es redueix al 9%. Degut a la seva baixa efectivitat, és actualment el menys recomanat, i té un interès purament històric, ja que va ser el primer a ser introduït.

## Mètode de la temperatura basal
Consisteix a recollir en taules la temperatura corporal al llarg del cicle menstrual. D'aquesta manera, s'adverteix el pic de temperatura produït per l'ovulació, ja que descendeix lleugerament la temperatura i augmenta un o dos dies després. La parella ha d'evitar tenir relacions des de la menstruació fins a tres dies després de l'augment de la temperatura. Cal prendre's la temperatura de la vagina i del cèrvix cada dia abans de llevar-se i registrar-la. Qualsevol activitat altera la temperatura.
Té una fallada anual amb ús típic del 3,1% i un 0,3% amb ús perfecte.

## Mètode Billingso del moc cervical
El moc cervical de la dona no sempre és igual, sinó que canvia en quantitat i consistència en el transcurs del cicle, tornant-se més abundant, líquid, transparent i hialí (filamentós) en els dies propers a l'ovulació, de manera que la parella ha d'evitar tenir relacions quan aquestes característiques es presenten. Requereix una capacitació i una cura constant. Pot resultar molt poc pràctic.
El seu nivell d'error anual amb ús típic va de l'1 al 25% i amb ús correcte és de 0 - 2,9%.

## Mètode simptotèrmic
És principalment una combinació del mètode Billings i de la temperatura basal, i d'altres signes de fertilitat. És el mètode actualment més utilitzat.
Té una fallada amb ús correcte del 0,8%.

## Altres mètodes
Existeix també el mètode de la posició cervical, però no es recomana i és poc nomenat per ser evasiu i no totalment comprovat. A més hi ha les proves de fertilitat.
- Model Creighton de fertilitat una forma més precisa semblant al Mètode Billings, així val del moc cervical, així com de mostres de sang per determinar els dies fèrtils i infèrtils de la dona. Té un 0,5% d'error anual amb ús correcte.
- Mètode de dos dies, és una versió simplificada del Mètode Billings.
- Comptes de cicle (abaloris de recompte de dies fèrtils, en dones de 26 a 32 dies.
- Mètode estàndard dels dies semblant al mètode del ritme.
- Monitors de fertilitat, es basen en la presa de mostres d'orina i el mesurament de la quantitat d'hormones.